# Gigny (Jura)
Gigny is een gemeente in het Franse departement Jura (regio Bourgogne-Franche-Comté) en telt 260 inwoners (1999). De plaats maakt deel uit van het arrondissement Lons-le-Saunier.

## Geografie
De oppervlakte van Gigny bedraagt 15,7 km², de bevolkingsdichtheid is 16,6 inwoners per km².

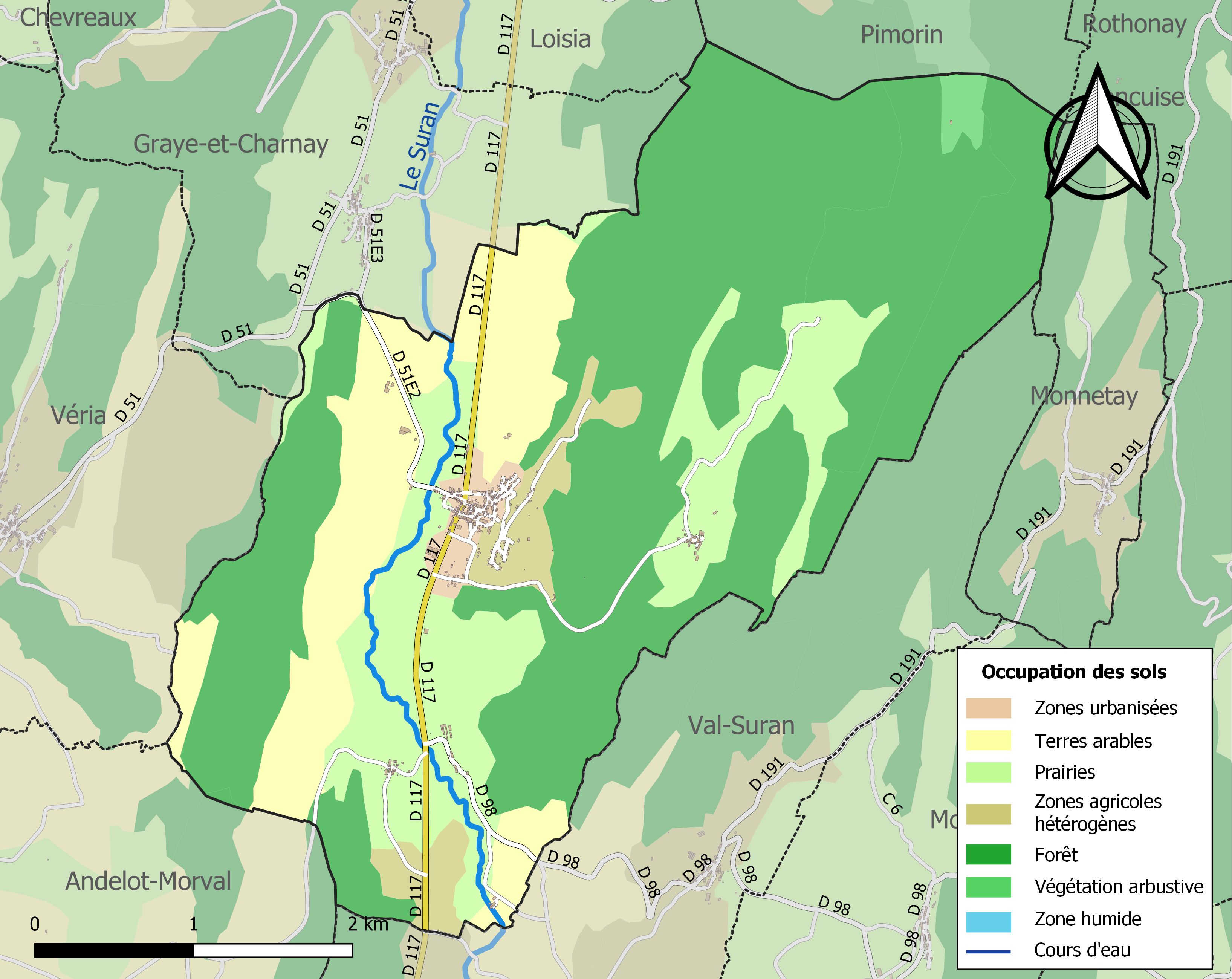
Kaart van de gemeente met de belangrijkste infrastructuur, bodemgebruik en omliggende gemeenten

## Demografie
Onderstaande figuur toont het verloop van het inwonertal (bron: INSEE-tellingen).

1. ↑  Populations de référence 2022.